# Tesmoforio
Tesmoforio o Santuario de Deméter y Perséfone era un antiguo santuario de la isla de Delos, en Grecia. Sus ruinas forman parte del yacimiento arqueológico de Delos, declarado Patrimonio de la Humanidad por la Unesco.
El Tesmoforio fue empleado en las fiestas de Deméter y Perséfone, en el culto a Coré y se ha asociado, entre otras, a la Tesmoforias de Delos. El edificio, a menudo llamado Tesmoforio, se construyó a principios del período clásico alrededor del 480 a. C. Estaba situado en la esquina noroeste del santuario de Apolo y Artemisa, en el lado oeste del posterior Eclesiasterio. Por otra parte, la interpretación del edificio es cuestionable y el verdadero Thesmoforio pudo estar situado en otro lugar, incluso lejos del santuario.
El edificio del santuario, llamado Tesmoforio, tenía forma rectangular y medía unos 37,7 m de largo por 14,8 de ancho. Estaba dividido en tres partes. En el centro había un peristilo abierto o patio con columnas de 4 x 4 de estilo dórico. En los lados norte y sur había salas en la naos, cada una con un tejado central sostenido por cuatro columnas cuadradas de estilo jónico. La puerta del edificio estaba en el lado oeste.